# Armada com bênção
L'armada com bênção (litt. "armée avec bénédiction", en portugais) est un coup de pied sauté de capoeira qui consiste à feinter le mouvement d'une armada puis à déposer la jambe et frapper de l'autre jambe avec une bênção.
L'armada com bênção est une bonne technique pour repousser une "entrada" sur l'armada, mais peut aussi être utilisée pour feinter.
Techniquement, le début du mouvement est comme celui de l'armada mais, après avoir pivoté, il faut à peine lever la jambe et changer d'appui rapidement pour faire la bênção et repousser l'adversaire.